# Prototype (joc video)
Prototype (română "Prototip") este un joc video de acțiune și aventură dezvoltat de Radical Entertainment și publicat de Activision. Lansat în iunie 2009, jocul este disponibil pe platformele PlayStation 3, Xbox 360 și Microsoft Windows. "Prototype" combină elemente de parkour, luptă și explorare într-o poveste captivantă și întunecată centrată pe personajul principal, Alex Mercer.

## Povestea
Povestea jocului "Prototype" se desfășoară în New York City, unde un virus misterios cunoscut sub numele de Blacklight se răspândește rapid, transformând oamenii în creaturi monstruoase. Protagonistul, Alex Mercer, se trezește într-o morgă fără nicio amintire despre cine este sau cum a ajuns acolo. Curând, descoperă că a fost infectat cu virusul Blacklight, care i-a conferit abilități supraomenești.

### Personaje Principale
- Alex Mercer: Protagonistul jocului, un individ amnezic care a dobândit puteri extraordinare datorită virusului Blacklight. El își folosește aceste abilități pentru a descoperi adevărul despre identitatea sa și pentru a se răzbuna pe cei responsabili pentru starea sa.
- Dana Mercer: Sora lui Alex, care îl ajută în căutarea adevărului despre trecutul său.
- Elizabeth Greene: O femeie infectată cu virusul Blacklight, care joacă un rol central în povestea jocului.
- Cross: Un operativ militar care încearcă să oprească răspândirea virusului și să-l captureze pe Alex.

## Gameplay
"Prototype" oferă un stil de joc deschis, permițând jucătorilor să exploreze liber orașul New York. Alex Mercer dispune de o varietate de abilități, inclusiv super-sărituri, viteza incredibilă, forță imensă și capacitatea de a-și transforma corpul în diverse arme.

### Abilități
- Parkour: Alex poate sări pe clădiri, alerga pe pereți și sări la distanțe mari, facilitând explorarea rapidă a orașului.
- Transformări: Alex își poate transforma membrele în arme letale, cum ar fi gheare, ciocane uriașe și lame ascuțite.
- Consumul: Alex poate consuma alte personaje pentru a-și regenera sănătatea și pentru a prelua amintirile și abilitățile acestora.
- Camuflaj: Alex se poate transforma în orice persoană pe care a consumat-o, permițându-i să se infiltreze în bazele inamice.

### Misiuni
Jocul include o varietate de misiuni principale și secundare. Misiunile principale avansează povestea, în timp ce misiunile secundare permit jucătorilor să-și îmbunătățească abilitățile și să obțină informații suplimentare despre complotul din spatele virusului Blacklight.

## Dezvoltare și Lansare
Dezvoltat de Radical Entertainment, "Prototype" a fost creat cu scopul de a oferi o experiență de joc unică, bazată pe libertatea de mișcare și pe utilizarea creativă a abilităților protagonistului. Jocul a fost anunțat pentru prima dată în 2007 și a fost lansat oficial în iunie 2009.

## Recepție Critică
"Prototype" a primit recenzii mixte spre pozitive de la critici. Jocul a fost lăudat pentru libertatea oferită jucătorilor, pentru abilitățile inovatoare ale lui Alex și pentru povestea captivantă. Cu toate acestea, a fost criticat pentru problemele de performanță și pentru grafica considerată de unii drept inegală.

### Premii și Nominalizări
- Premiul IGN pentru cel mai bun joc de acțiune pentru PS3 și Xbox 360.
- Nominalizat pentru Spike Video Game Awards la categoria cel mai bun joc de acțiune-aventură.

## Moștenire și Impact
Succesul lui "Prototype" a dus la dezvoltarea unei continuări, "Prototype 2", lansată în 2012. Jocul a influențat și alte titluri din genul acțiune-aventură prin introducerea unor mecanici de gameplay inovatoare și prin oferirea unei experiențe de joc libere și dinamice.
Jocul rămâne un titlu memorabil datorită combinației sale de acțiune rapidă, poveste întunecată și abilități supraomenești unice. Cu toate că a avut parte de unele critici, jocul a reușit să-și lase amprenta în industria de jocuri video și să fie apreciat de mulți fani ai genului.